# Romeo Maurenbrecher
Romeo Maurenbrecher (ur. w 12 października 1803 w Düsseldorfie, zm. 5 grudnia w 1843 w Düsseldorfie) – niemiecki prawnik, profesor prawa państwowego Uniwersytetu w Bonn, ojciec Wilhelma Maurenbrechera.

## Życiorys
Urodził się w rodzinie poczmistrzów, którzy w Düsseldorfie od XVII wieku prowadzili placówkę pocztową, na podstawie przywileju nadanego przez księcia Bergu. W latach 1822–1825 studiował w Bonn, Marburgu, Getyndze i Berlinie. W 1826 otrzymał stopień doktora nauk prawnych. Dwa lata później habilitował się na Uniwersytecie w Monachium i został prywatnym docentem w Bonn, gdzie do przedwczesnej śmierci rozwijał swoją karierę akademicką. W 1834 został mianowany profesorem nadzwyczajnym a cztery lata później profesorem zwyczajnym
Początkowo zajmował się prawem prywatnym (Vorlesungen über gemeines teutsches Privatrecht wyd. 1827), krajowym (Die rheinpreußischen Landrechte wyd. 1830) i edycją źródeł. Swoją uwagę skupiał na rozróżnieniu prawa prywatnego i publicznego oraz publicznym statusie średniowiecznych korporacji. Z czasem swoje zainteresowania skierował na problematykę prawa państwowego. Głównym jego dziełem był podręcznik Grundsätze des heutigen deutschen Staatsrechts (wyd. 1837). Swoje poglądy wyłożył w pracy Die deutschen regierenden Fürsten und die Souverainität (wyd. 1839). Reprezentował skrajnie konserwatywny i katolicki nurt w ówczesnym niemieckim prawoznawstwie. Był zwolennikiem legitymizmu i restauracji. Odrzucał całkowicie ideę suwerenności narodu. Suwerenność przysługiwała jego zdaniem wyłącznie władcy, którego źródłem władzy był sam Stwórca. Co więcej, władza suwerenna miała być częścią prywatnego prawa monarchy i jego patrymonium. Dopuszczał istnienie monarchii konstytucyjnej z udziałem stanów krajowych, ale tylko dlatego, że parlamentaryzm był drogą do lepszego rozpoznania przez rząd interesów kraju. Jednym z zadań państwa miało być wychowanie człowieka tak, by był możliwie wiernym obrazem i podobieństwem Boga.